# Serra da Boa Viagem
A Serra de Nossa Senhora da Boa Viagem situa-se a três quilómetros a Norte da cidade da Figueira da Foz com 261,88 metros de altitude, cota do vértice geodésico da Bandeira, na freguesia de Quiaios.

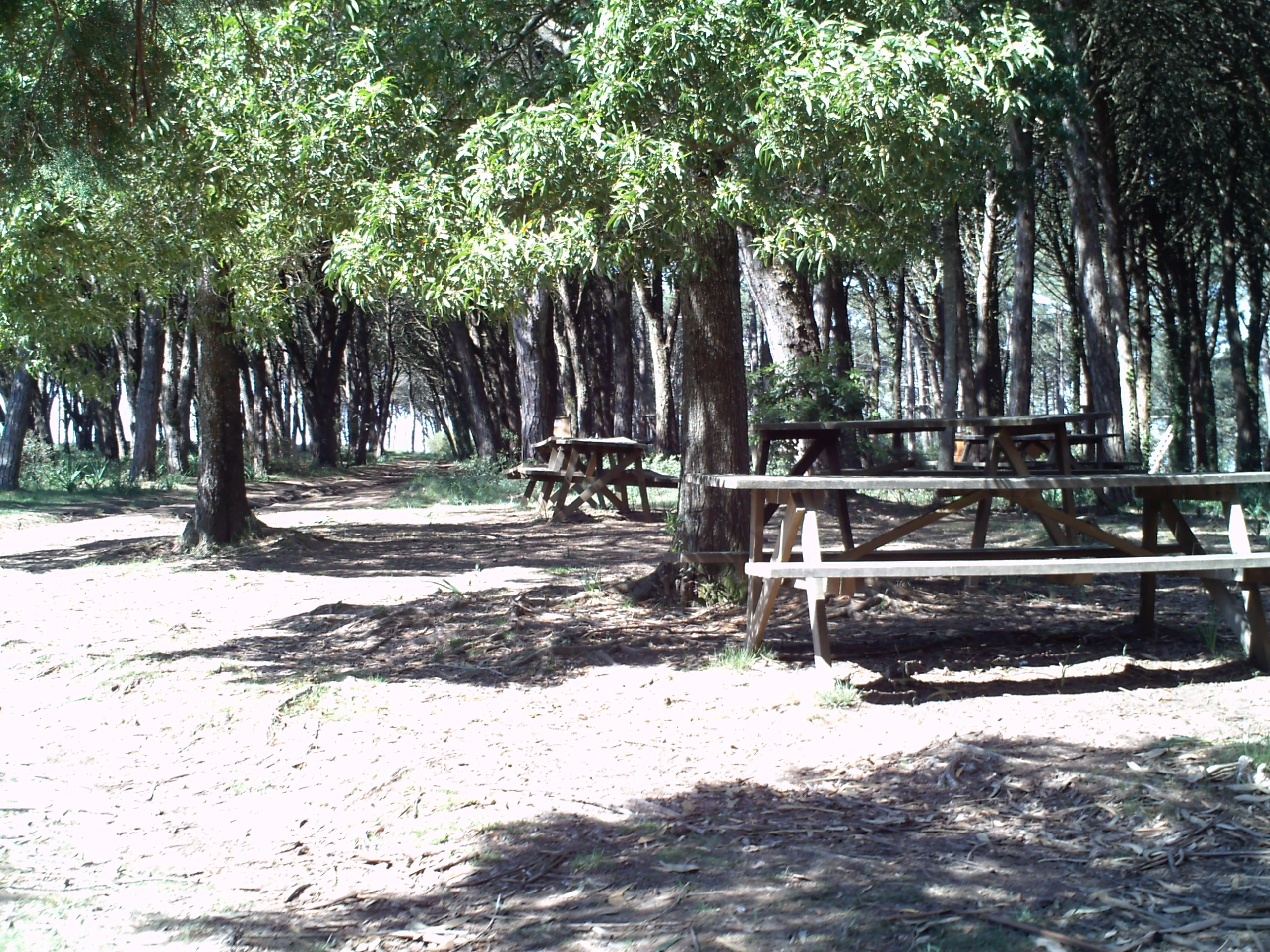
A Serra da Boa Viagem

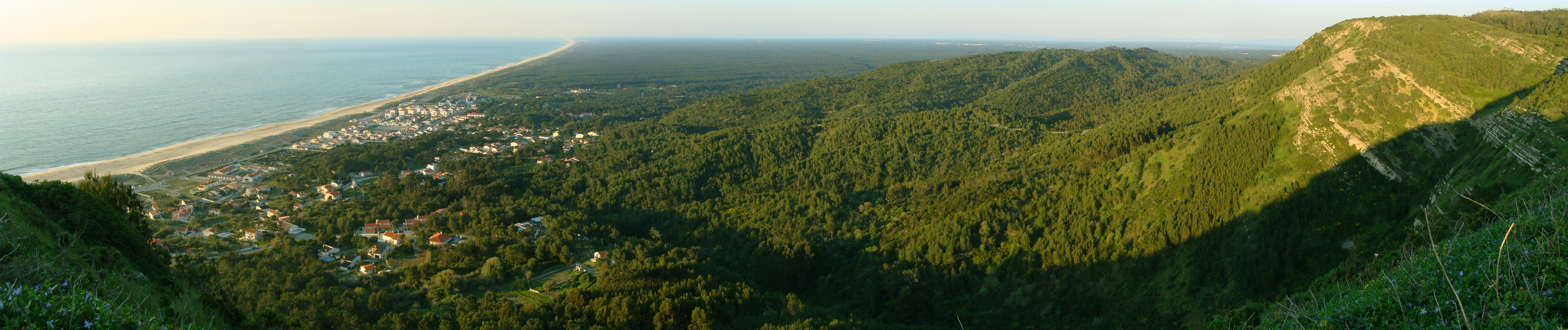
Serra da Boa Viagem e Praia de Quiaios

Cerca de 83% da sua área situa-se nas cotas dos 150 a 250 metros de altura.
O facto de esta elevação se encontrar junto do Oceano Atlântico, confere a esta, e a toda a zona envolvente, uma paisagem de singular beleza, de que se destaca o "Parque Natural da Serra da Boa Viagem" com um vasto património natural, arqueológico e paisagístico. No seu extremo ocidental situa-se o Cabo Mondego.
A sua vegetação é constituída por Pinheiro-Bravo, Cipreste-português, Tojo, Urze, entre outros.